# Scopula metacosmia
Scopula metacosmia är en fjärilsart som beskrevs av Louis Beethoven Prout 1932. Scopula metacosmia ingår i släktet Scopula och familjen mätare. Inga underarter finns listade.